# نیک سیرسی
نیک سیرسی (انگلیسی: Nick Searcy؛ زادهٔ ۷ مارس ۱۹۵۹) یک هنرپیشه، و کارگردان اهل ایالات متحده آمریکا است.

## گزیده فیلمشناسی
از فیلم‌ها یا برنامه‌های تلویزیونی که وی در آن نقش داشته‌است می‌توان به آثار زیر اشاره کرد.
- روزهای تندر (۱۹۹۰)
- شاهزاده جزر و مد (۱۹۹۱)
- گوجه‌فرنگی‌های سبز سرخ‌شده (۱۹۹۱)
- لاو فیلد (۱۹۹۲)
- مک‌کوی واقعی (۱۹۹۳)
- خانه پوشالی (فیلم ۱۹۹۳) (۱۹۹۳)
- فراری (فیلم ۱۹۹۳) (۱۹۹۳)
- نل (۱۹۹۴)
- دورافتاده (۲۰۰۰)
- سرزمین ببر (۲۰۰۰)
- عکس یک‌ساعته (۲۰۰۲)
- رئیس دولت (فیلم) (۲۰۰۳)
- هیئت منصفه فراری (۲۰۰۳)
- قتل ریچارد نیکسون (۲۰۰۴)
- فلیکا (فیلم) (۲۰۰۶)
- یک جنایت آمریکایی (۲۰۰۷)
- چشم عقاب (فیلم ۲۰۰۸) (۲۰۰۸)
- حقیقت زشت (۲۰۰۹)
- آخرین آواز (۲۰۱۰)
- مانیبال (۲۰۱۱)
- گمشده (فیلم ۲۰۱۲) (۲۰۱۲)
- شکل آب (۲۰۱۷)
- سه بیلبورد خارج از ابینگ، میزوری (۲۰۱۷)
- نسخه اولیه (۱۹۹۷)
- سی‌اس‌آی: میامی (۲۰۰۳)
- نگهبان (مجموعه تلویزیونی آمریکایی) (۲۰۰۳)
- بال غربی (مجموعه تلویزیونی) (۲۰۰۳)
- سی‌اس‌آی (۲۰۰۵–۲۰۰۶)
- ان‌سی‌آی‌اس (۲۰۰۷)
- ذهن‌های مجرم (۲۰۰۷)
- بوستون لیگال (۲۰۰۸)
- منتالیست (۲۰۱۰)
- موجه (مجموعه تلویزیونی) (۲۰۱۰–۲۰۱۵)
- آرچر (سریال) (۲۰۱۳)
- مام (مجموعه تلویزیونی) (۲۰۱۳)
- هاوایی فایو-زیرو (۲۰۱۴)
- ۱۱٫۲۲٫۶۳ (۲۰۱۶)